# Visarion Ljubiša
Visarion Ljubiša (Sveti Stefan, 28 de fevereiro de 1823 – Cetinje, 14 de abril de 1884) foi o bispo metropolitano ortodoxo sérvio do Montenegro entre 1882 e 1884.

## Biografia
Em sua juventude, trabalhou como professor em escolas nos mosteiros de Praskvica, Reževići e Savina, depois fez o mesmo trabalho em Peraš. Antes de ser eleito metropolita do Montenegro, foi o ordinário da eparquia Zahum-Rashi.
Após a morte do metropolita Hilarion, assumiu o cargo de metropolita montenegrino, pessoalmente nomeado pelo príncipe montenegrino Nicolau I. Combinou os deveres do clérigo com os deveres do vice-ministro da educação e assuntos da igreja. Introduziu na metrópole montenegrina a obrigação de fazer três anúncios antes do sacramento do casamento, o que significava que pretendia combater os casamentos feitos sem o consentimento das famílias, os casamentos de afilhados com padrinhos ou parentesco de pessoas intimamente relacionadas.
Morreu de tuberculose em 14 de abril de 1884 em Cetinje e foi sepultado em Cetinje em frente à igreja ducal.